# Kite (Band)
Kite ist eine schwedische Synthiepop-Band, die 2008 gegründet wurde.

## Geschichte
Kite wurde 2008 von Nicklas Stenemo (The Mo, Melody Club) und Christian Berg (Yvonne, Strip Music, The April Tears) gegründet. Ursprünglich aus Malmö und nun in Stockholm ansässig, ist Kite bei dem Label Progress Productions unter Vertrag und veröffentlichte seit der Gründung sechs EPs. Diese erschienen jeweils als CD und als limitierte Vinyl-Ausgabe.
Kite trat auf diversen Festivals auf, wie zum Beispiel auf dem Recession Festival in Århus, Dänemark, dem Arvikafestival und Putte i parken in Schweden, sowie auf dem Wave-Gotik-Treffen in Leipzig. Nach einer gesundheitlich bedingten Pause zwischen 2017 und 2018 trat Kite in den Folgejahren wieder auf einigen Festivals auf und spielte im Jahr 2019 mit Teilen des königlichen Orchesters in der Königlichen Staatsoper in Stockholm, welches später als Album veröffentlicht worden ist.
Seit 2020 erschienen weitere Songs als 7"-Singles.

## Rezeption
Kites Debüt-EP Kite wurde durch das Magazin Side-Line sehr positiv bewertet und mit Werken klassischer Synthiepop-Bands der 1980er Jahre verglichen, wie Erasure oder Yazoo, während die Rezension durch das Magazin Sonic Seducer Nicklas Stenemos unverwechselbare Stimme hervorhob. Die EP Kite III wurde für ihren innovativen Sound und die dunklere Stimmung von Side-Line und Sonic Seducer gelobt. Die EP Kite IV wurde als eine Mischung aus klassischem 1980er-Jahre-Synthiepop-Sound im Stil von OMD und modernerem, experimentellerem Sound angesehen. Kites sechste EP VI (veröffentlicht 2015) wurde mit dem Sound von Kraftwerk und Vangelis verglichen. Die Single Jonny Boy aus dem Jahr 2010 erreichte Platz 49 in den schwedischen Charts.

## Diskografie

### Alben
- 2020: Kite at the Royal Opera
- 2024: Kite VII

### EPs
- 2008: Kite
- 2009: Kite II
- 2010: Kite III
- 2011: Kite IV
- 2013: Kite V
- 2015: Kite VI

### Singles
- 2010: Jonny Boy
- 2017: Demons & Shame
- 2020: Tranås/Stenslanda
- 2020: Teenage Bliss
- 2020: Hand Out the Drugs
- 2020: Dance Again (SE: Gold)
- 2022: Panic Music
- 2023: Don’t Take The Light Away
- 2024: Glassy Eyes